# Purificação de água

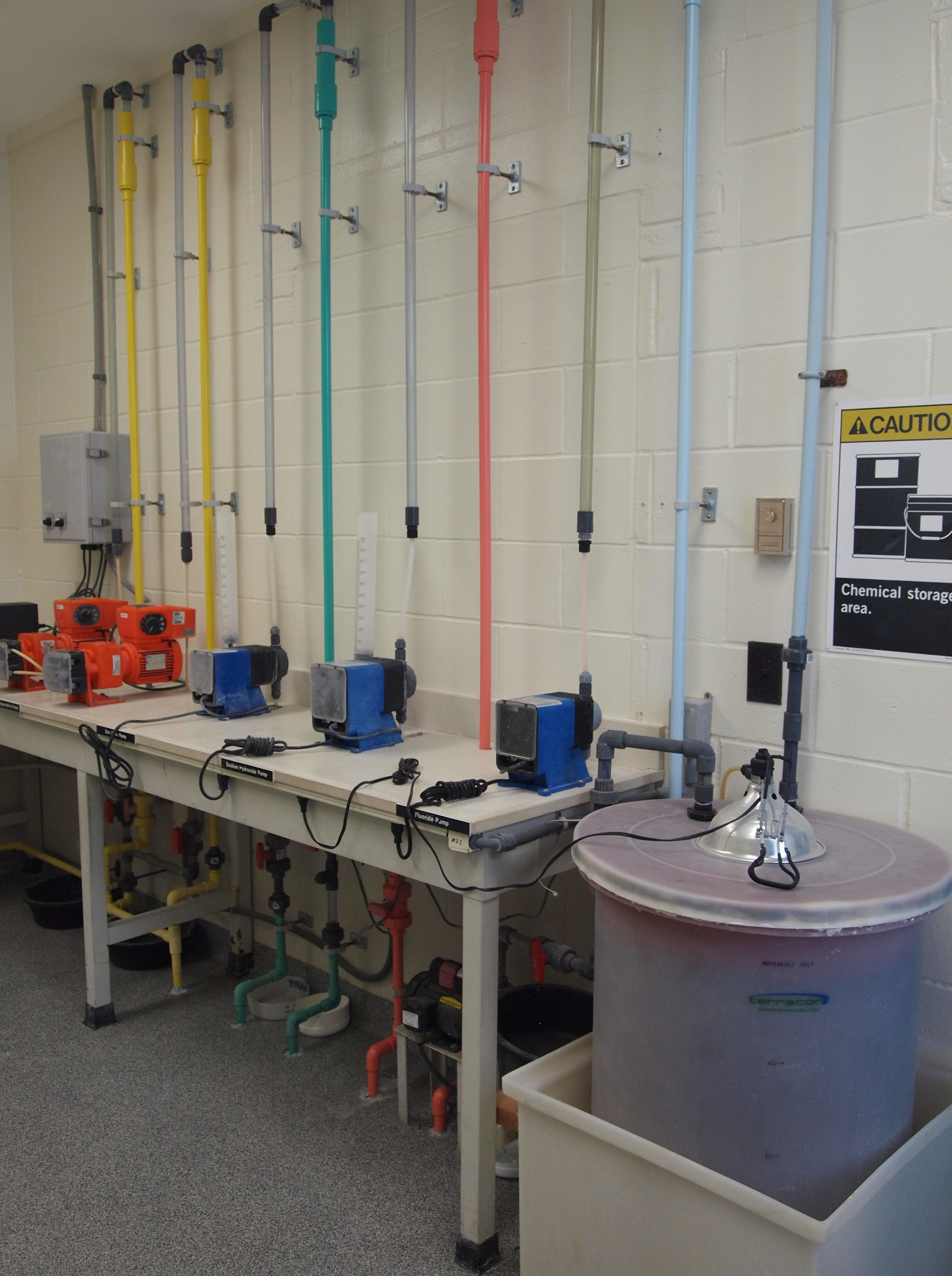
Sistema de purificação: da esquerda para a direita: hipoclorito de sódio para desinfecção, ortofosfato de zinco como inibidor de corrosão, hidróxido de sódio para ajuste de pH e flúor para prevenção de cáries

A purificação da água ou potabilização é um processo que consiste no tratamento da água, a fim de remover os contaminantes que eventualmente contenha, tornando-a potável, isto é, própria para o consumo humano. Dependendo de sua fonte, uma grande variedade de técnicas poderá ser empregada para esse fim.
Um dos nomes dados às unidades onde é feita a purificação de água é estação de tratamento de águas, um nome que também é aplicado às unidades de tratamento de água residuais.

## Métodos de tratamento da água

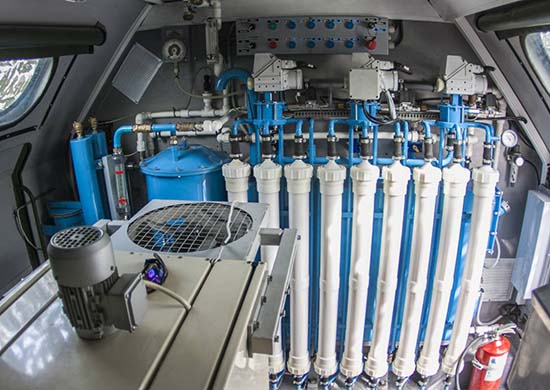
Estação para tratamento de água complexo SKO-10K

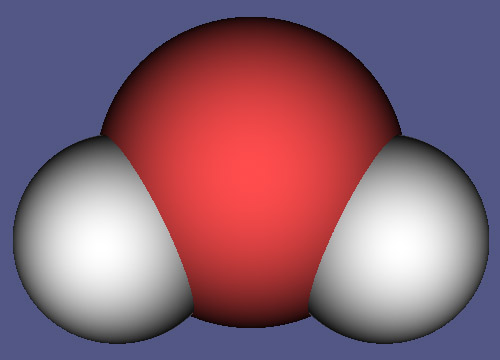
Molécula de Água (H_{2}O)